# زلین زد۴۳
زلین زد۴۳ (به انگلیسی: Zlín_Z_43) یک هواگرد ملخ‌پیشین تک‌موتوره از نوع آموزشی تفریحی سبک ساخت شرکت Moravan Otrokovice است. هواگرد زلین زد۴۳ نخستین پروازش را در ۱۰ دسامبر ۱۹۶۸ میلادی انجام داد. در مجموع، تعداد 80 (Z 43) فروند از این هواگرد ساخته شده‌است.